# Naissance en 996
Naissance
- 992
- 993
- 994
- 995
- 996
- 997
- 998
- 999
- 1000

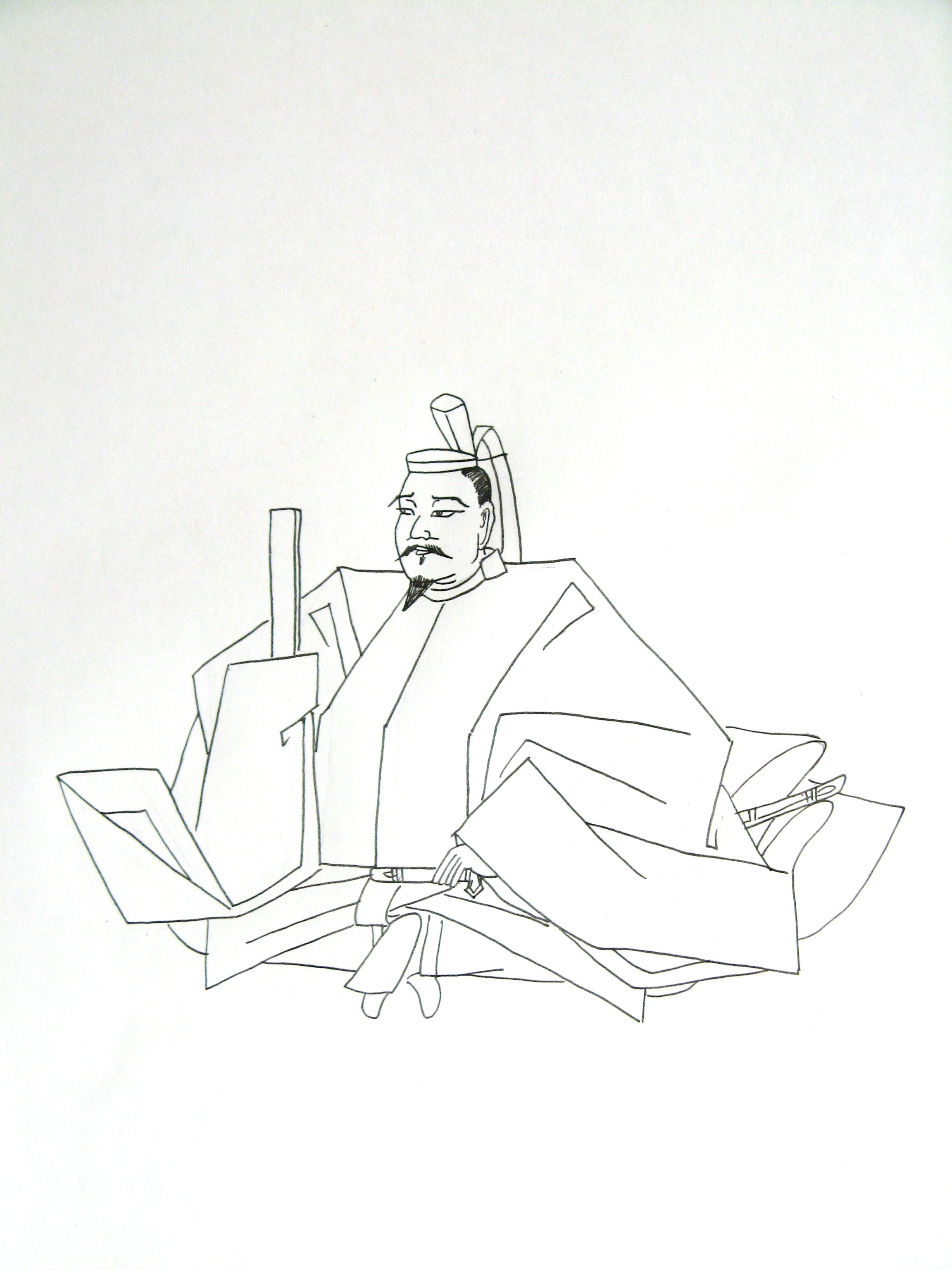
Fujiwara no Norimichi né en 996.

Cette page dresse une liste de personnalités nées au cours de l'année 996  :
- 29 juillet : Fujiwara no Norimichi, kampaku.

- Georges Ier de Géorgie

## Crédit d'auteurs
- Cet article est partiellement ou en totalité issu de l'article intitulé « 996 » (voir la liste des auteurs).